# Netlog
Netlog (до апреля 2007 года — Facebox) — социальная сеть, ориентированная на европейскую молодёжь. К июлю 2007 года более 24,9 млн людей зарегистрировалось на Netlog.com, из которых 4,6 млн — на английской версии сайта. В апреле 2015 года Netlog был закрыт.
Facebox стоит на 82-м месте в списке самых популярных сайтов согласно статистике компании Alexa Internet.
При регистрации на Facebox пользователь мог предоставить GMail, Hotmail или MSN логин и пароль. Далее Facebox загружал адресную книгу нового пользователя, и последний мог выбрать, кого из контактов пригласить, что способствовало быстрому росту сайта.
Проект Netlog на русском языке в пике активности насчитывал более 21 тыс. пользователей.

## Возможности
На Netlog пользователи могут создавать свои собственные веб-странички, увеличивать свои социальные сети, публиковать списки музыкальных предпочтений, обмениваться видеороликами, писать сообщения в дневниках и присоединяться к группам («кланам»).

## Место расположения
Netlog имеет специальную технологию определения места расположения пользователя, которая помогает сориентироваться и предоставить пользователю ту информацию, которая интересует именно его. Эта возможность позволяет пользователю локализовать поиск и просмотр сети, показывая профили тех членов сообщества, которые являются его возраста и находятся в его регионе.